# Identificación del pensamiento
Identificación del pensamiento hace referencia al uso de tecnología para decodificar y entender la mente de las personas. Estas tecnologías tienen el potencial de revelar contenido mental y neuroimágenes que pueden infringir la privacidad, sin embargo es una área que se encuentra poco teorizada y hace parte de nuevos derechos de privacidad.
Nita Farahany experta en ética, leyes e implicaciones sociales de biociencia y nuevas tecnologías afirma, “Con nuestras crecientes capacidades en neurociencia, inteligencia artificial y aprendizaje automático, pronto tal vez podamos saber más de lo que pasa en el cerebro humano. Como especialista en bioética, abogada, filósofa y como iraní-estadounidense, estoy muy preocupada sobre lo que esto significa para nuestras libertades y qué tipo de protecciones necesitamos”. Capacidad que tienen las personas de formar ideas y representaciones de la realidad en su mente, relacionando unas con otras. Parte del ser humano en la que se considera que se almacenan las ideas formadas por la mente.

## Implicaciones Socioeconómicas
Actualmente el mundo posee tecnologías de lectura mental y se desconocen los usos cuando dichas tecnologías se masifiquen, estando claros los riesgos de que no solo gobiernos sino también empresas privadas almacenen y procesen información cerebral del público. A través de lecturas cerebrales se decodifica el pensamiento y se descubre que están representando, un estudio realizado en 2001 a partir de datos cerebrales demostró que se podía predecir con un alto grado de asertividad que objeto estaban visualizando las personas. Dichos experimento despiertan alarma cuando se conoce que incluso las posturas políticas pueden ser interpretadas, en un experimento realizado en 2011, en el que se analizó la actividad en la Amígdala cerebral pudo detectar los niveles de liberalismo o conservadurismo y la actividad cerebral al tomar riesgos financieros de los participantes, con lo que se concluyó con un 83% de asertividad la afiliación al partido demócrata o al republicano.
El potencial económico de estas tecnologías es tan grande que grandes empresas tecnológicas han empezado a invertir en ello, Facebook ha anunciado planes para una interfaz de computadora cerebral. Esto tiene como objetivo decodificar los pensamientos de los usuarios y transmitirlos a Facebook. Microsoft ha patentado la tecnología de lectura del cerebro. Incluso Elon Musk, ha creado Neuralink, una empresa encargada desarrollar Interfaz cerebro-computadora. En el mismo sentido los gobiernos también están gastando en ello e incluso el Ejército de los Estados Unidos, la Fuerza Aérea de los Estados Unidos y la Actividad de Proyectos de Investigación Avanzada de Inteligencia han invertido fondos con intereses de seguridad desconocidos.

## Ejemplos

### Uso de estados mentales

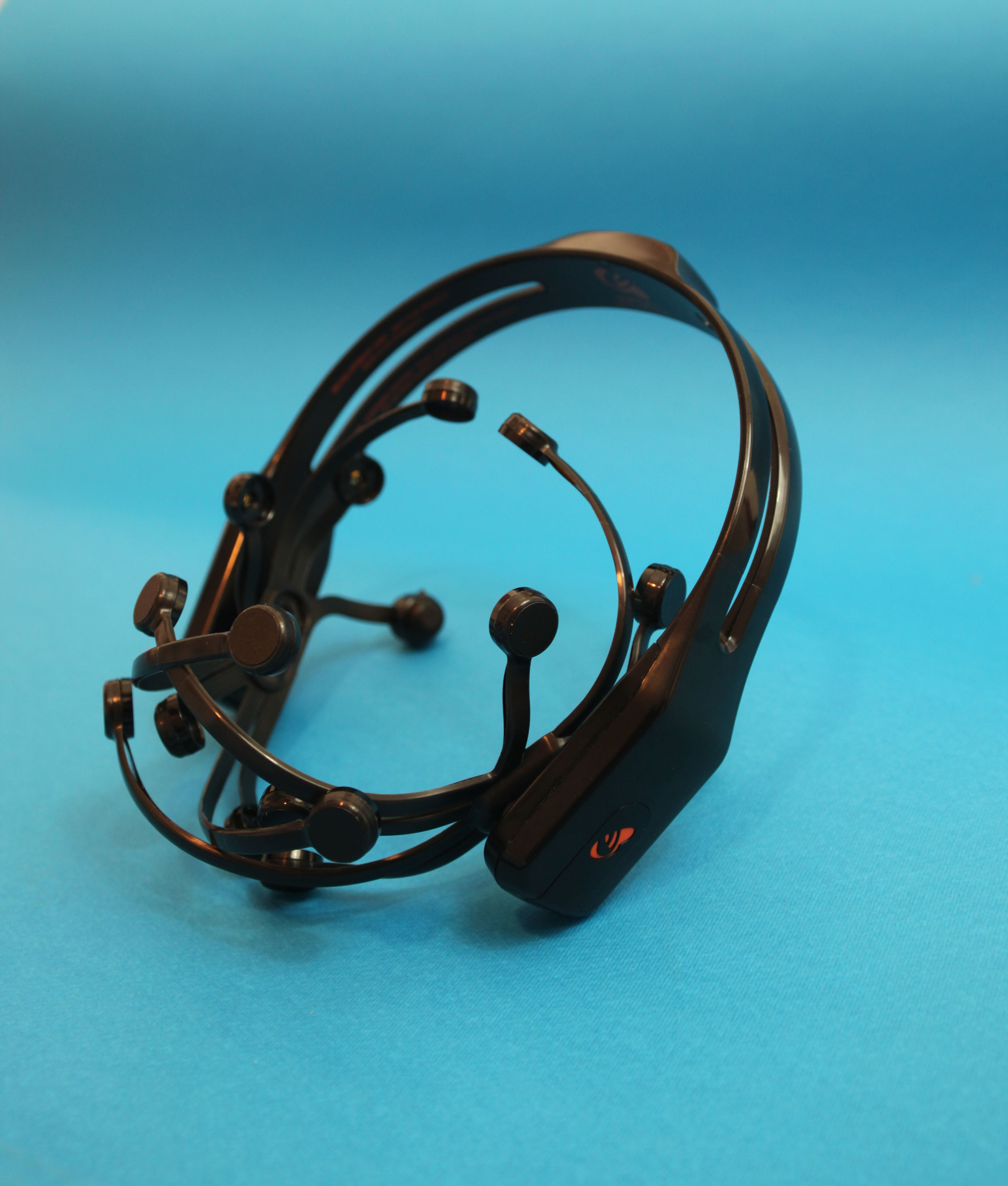
Dispositivo de detección de ondas cerebrales Emotiv

Existen métodos de detección de estados mentales a través de bio señales que representan la presencia de un estado mental específico en una persona. Un estado mental puede no se deliberado, tales como emociones, preferencias y sensaciones. De esta manera se producen datos que pueden ser procesados a través de detectores de bio señales en un usuario. Con dichos datos se pueden llegar a representar estados mentales o expresiones faciales generando inputs de datos, los cuales pueden ser interpretados como entradas para alguna aplicación digital. En resumen estas aplicaciones tienen la capacidad de generar interacción con máquinas desde el uso del pensamiento, minimizando el uso de movimientos físicos requeridos y de servicios necesarios para interactuar tales como teclados, ratones, etc.

### Decodificación para reconstruir imágenes
En escenarios de criminología los testimonios visuales están limitados a la interpretación de un artista basado en las descripciones verbales de las víctimas, con lo que se construye una posible imagen visual de su perpetrador. Sin embargo, cuando una persona percibe algo su cerebro construye una impresión mental de dicho objeto, de esta forma y a partir de Electroencefalografía, investigadores de la universidad de Toronto han capturado imágenes cerebrales reconstruidas a partir datos cerebrales.